# Handball in Deutschland
| Handball in Deutschland                                                                               | Handball in Deutschland                                    |
| --- | ---------------------------------------------------------- |
| Logo                                                                                                  |                                                            |
| Verband:                                                                                              | Deutscher Handballbund                                     |
| Gründung:                                                                                             | 1949                                                       |
| IHF-Beitritt:                                                                                         | 1950                                                       |
| EHF-Beitritt:                                                                                         | 1991                                                       |
| Deutsche Männer-Handballnationalmannschaft                                                            |                                                            |
| 1. Länderspiel:                                                                                       | 13. September 1925 in Halle (Saale) gegen Österreich (3:6) |
| 1. EM-Teilnahme:                                                                                      | 1994                                                       |
| 1. WM-Teilnahme:                                                                                      | 1938                                                       |
| 1. OL-Teilnahme:                                                                                      | 1936                                                       |
| Medaillengewinne:                                                                                     |                                                            |
| EM: 2× Gold, 1× Silber, 1× Bronze WM: 3× Gold, 3× Silber, 1× Bronze OL: 2× Gold, 3× Silber, 1× Bronze |                                                            |
| 1. Meisterschaft:                                                                                     | 1921                                                       |
| 1. Landesmeister:                                                                                     | TSV 1860 Spandau                                           |
| Rekordmeister:                                                                                        | THW Kiel (22×)                                             |

Bei der Beliebtheit rangiert Handball bei den Mannschaftssportarten hinter Fußball auf Platz zwei in Deutschland.
Der Deutsche Handballbund mit Sitz in Dortmund ist der größte Handballverband weltweit. Durch den Umzug mehrerer Vereine von kleinen, alten Sporthallen in modernere Multifunktionshallen wurde die Attraktivität weiter gesteigert. Die Zuschauerzahlen der ersten Liga gelten als die höchsten weltweit.
Einen Höhepunkt des Zuschauerzuspruchs erreichte der moderne Handball durch die WM 2007 in Deutschland, die die deutsche Mannschaft am 4. Februar 2007 gewann. Damit holte Deutschland nach 1938 und 1978 zum dritten Mal den Weltmeistertitel. Ebenso wurde hierdurch die Vermarktung des Handballsports insgesamt stark gefördert.

## Standortbestimmung und Erfolge
Auf Vereinsebene genießt der deutsche Handball ein hohes Ansehen. Der Handball ist in den verschiedenen Regionen innerhalb Deutschlands unterschiedlich populär. Besondere Aufmerksamkeit genießt der Handball z. B. in Sachsen-Anhalt (SC Magdeburg), in Schleswig-Holstein (THW Kiel, SG Flensburg-Handewitt u. a.), Ostwestfalen-Lippe (TuS N-Lübbecke, GWD Minden, TBV Lemgo u. a.), Württemberg (Frisch Auf Göppingen, HBW Balingen, TVB Stuttgart, SG BBM Bietigheim, VfL Pfullingen), Nord- und Mittelhessen (MT Melsungen, HSG Wetzlar, TV Hüttenberg) oder im Bergischen Land (VfL Gummersbach, Bergischer HC u. a.).
Die deutschen Klubs gehören zu den besten Europas. So gewannen deutsche Vereine 2007, 2010 und 2012 jeweils alle drei wichtigsten europäischen Pokalwettbewerbe: EHF-Pokal, EHF Champions League und den Europapokal der Pokalsieger. Zuvor war es nur der spanischen Liga gelungen, in einem Jahr alle Wettbewerbe zu gewinnen. Der THW Kiel gewann 2007 und 2012 sogar das Triple: Champions League, DHB-Pokal und deutsche Meisterschaft. Zuletzt holte sich der SC Magdeburg 2023 die Champions League und hat somit den Cup der Landesmeister bzw. die Champions League viermal gewonnen.
In den 16 Jahren von 1997 bis 2012 wurde der EHF-Pokal 14-mal von deutschen Vereinen gewonnen.
Bei den Damen hat Bayer 04 Leverkusen als zwölfmaliger Deutscher Meister und als achtmaliger Pokalgewinner die meisten Titel gewonnen. Die erfolgreichste Herrenmannschaft ist der THW Kiel mit 22 deutschen Meisterschaften vor dem VfL Gummersbach mit 12 Titelgewinnen und dem SC Magdeburg mit 12 Titel.
Einen wichtigen Höhepunkt erlebte der deutsche Handball mit dem Gewinn der Weltmeisterschaft im Jahr 1978 durch die bundesdeutsche Nationalmannschaft unter Trainer Vlado Stenzel. 1980 erlebte der deutsche Handball bis dato seinen Titel-Höhepunkt. Die Mannschaft der Deutschen Demokratischen Republik gewann bei den Olympischen Spielen in Moskau die Goldmedaille. Vier Jahre später bei den Olympischen Sommerspielen in Los Angeles gewann die bundesdeutsche Nationalmannschaft die Silbermedaille im Handball. In den folgenden zwei Jahrzehnten erreichte der deutsche Handball auf internationaler Ebene keine großen Erfolge. Allerdings machte sich der deutsche Handball auf Vereinsebene in europäischen Wettbewerben einen Namen. Unter anderem gewann der SC Magdeburg 2002 als erste deutsche Mannschaft die Champions League.
Auf internationaler Ebene erzielte die deutsche Mannschaft erstmals wieder unter Heiner Brand, einem der Weltmeister von 1978, Erfolge. So wurde Deutschland 2002 Vizeeuropameister und 2003 Vizeweltmeister. Den ersten Titel holte die Mannschaft mit dem Gewinn der Europameisterschaft 2004. Im gleichen Jahr belegte die deutsche Auswahl bei den Olympischen Spielen in Athen den 2. Platz. Bei der Europameisterschaft 2006 in der Schweiz erreichte die deutsche Auswahl den 5. Platz. Im Jahr 2007 gewann Deutschland, als Gastgeber, im Finale gegen Polen zum dritten Mal die Handball-Weltmeisterschaft. Dänemark wurde Dritter. Im gleichen Jahr gewannen deutsche Handballvereine alle drei europäischen Vereinswettbewerbe (THW Kiel die Champions League, SC Magdeburg den EHF-Pokal, der HSV Hamburg den Europapokal der Pokalsieger).
Am 31. Januar 2016 wurde Deutschland zum zweiten Mal Europameister.

## Bekannte deutsche Spieler
- Markus Baur
- Frank von Behren
- Heiner Brand
- Hein Dahlinger
- Jo Deckarm
- Arno Ehret
- Armin Emrich
- Jochen Fraatz
- Henning Fritz
- Mike Fuhrig
- Torsten Jansen
- Grit Jurack
- Uwe Gensheimer
- Stephan Hauck
- Stefan Hecker
- Pascal Hens
- Jan Holpert
- Florian Kehrmann
- Bernhard Kempa
- Dominik Klein
- Kurt Klühspies
- Michael Kraus
- Nadine Krause
- Stefan Kretzschmar
- Herbert Lübking
- Klaus-Dieter Petersen
- Oliver Roggisch
- Hansi Schmidt
- Wieland Schmidt
- Martin Schwalb
- Christian Schwarzer
- Horst Spengler
- Daniel Stephan
- Andreas Thiel
- Frank-Michael Wahl
- Ingolf Wiegert
- Holger Winselmann
- Erhard Wunderlich
- Christian Zeitz
- Volker Zerbe
- Johannes Bitter
- Silvio Heinevetter
- Hartmut Krüger
- Gunnar Schimrock

## Internationale Turniere auf deutschem Boden
- Handball-Weltmeisterschaft der Männer 1938 (Deutsches Reich)
- Handball-Weltmeisterschaft der Männer 1958 (DDR)
- Handball-Weltmeisterschaft der Männer 1961
- Handball-Weltmeisterschaft der Frauen 1965
- Handball-Weltmeisterschaft der Männer 1974 (DDR)
- Handball-Weltmeisterschaft der Männer 1982
- Handball-Europameisterschaft der Frauen 1994
- Handball-Weltmeisterschaft der Frauen 1997
- Handball-Weltmeisterschaft der Männer 2007
- Handball-Weltmeisterschaft der Frauen 2017
- Handball-Weltmeisterschaft der Männer 2019 (als Co-Gastgeber von Dänemark)
- U-21-Handball-Weltmeisterschaft 2023 (mit Co-Gastgeber Griechenland)
- Handball-Europameisterschaft der Männer 2024
- Handball-Weltmeisterschaft der Frauen 2025 (mit Co-Gastgeber Niederlande)
- Handball-Weltmeisterschaft der Männer 2027
- Handball-Weltmeisterschaft der Männer 2029 (als Co-Gastgeber von Frankreich)